# Unai Emery
Unai Emery Etxegoien (* 3. November 1971 in Hondarribia) ist ein ehemaliger spanischer Fußballspieler und heutiger -trainer.
Vor seiner Trainerkarriere spielte er unter anderem in der zweiten spanischen Liga. Nach einigen Jahren beim FC Valencia führte er den FC Sevilla zwischen 2013 und 2016 dreimal hintereinander zum historischen Triumph in der UEFA Europa League.
Ab Juli 2020 war er Cheftrainer des FC Villarreal. Mit dem Verein holte er in seiner ersten Saison 2020/2021 den Titel in der UEFA Europa League, den ersten Titel der Vereinsgeschichte für den FC Villarreal. Zum 1. November 2022 übernahm er das Traineramt bei Aston Villa.

## Vor der Trainerkarriere
Unai Emery stammt aus einer Familie von Fußballtorhütern aus dem baskischen Hondarribia. Er ist der Enkel von Pajarito Emery („Vögelchen“), der in den 1920er- und 1930er-Jahren Torhüter von Real Unión Irún war und der zweimal die Copa del Rey gewann. Sein Vater war Profitorhüter bei Deportivo La Coruña und Recreativo Huelva, einer seiner Onkel war Torhüter bei CD Logroñés und Real Unión.
Emery spielte hauptsächlich in der Segunda División, der zweithöchsten spanischen Spielklasse, und in der Segunda División B, der dritthöchsten Spielklasse.

## Karriere als Trainer

### Lorca Deportiva
In der Saison 2004/05 spielte Emery noch aktiv bei Lorca Deportiva. Während der Saison wurde er Nachfolger seines entlassenen Trainers. Einige Monate später gelang der Aufstieg in die Segunda División.
In der folgenden Saison 2005/06 spielte Lorca entgegen allen Erwartungen bis zum Schluss um den Aufstieg in die Primera División mit.

### UD Almería
Zur Saison 2006/07 wechselte Emery zu UD Almería. Dort stieg er als Tabellenzweiter am Saisonende auf und schied in der Copa del Rey 2006/07 in der dritten Runde gegen den FC Malaga aus.
In der Saison 2007/08 belegte er mit UD Almería am Saisonende den achten Platz in der Primera División, während er in der Copa del Rey 2007/08, in der Runde der letzten 32, gegen UD Levante ausschied.

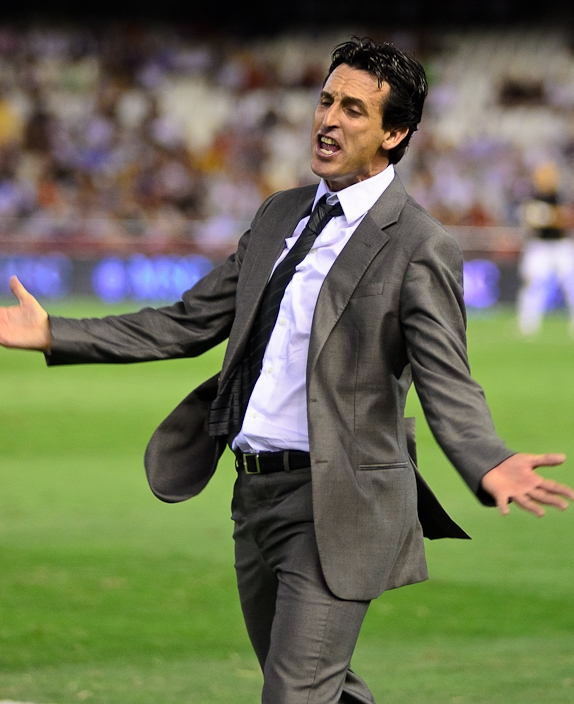
Unai Emery (2011)

### FC Valencia
Zur Saison 2008/09 übernahm Emery den Trainerposten beim FC Valencia und wurde damit der jüngste Trainer der Vereinsgeschichte.
In seiner ersten Saison führte er den FC Valencia auf Platz 6 der Primera División und qualifizierte sich so für die Europa-League im nächsten Jahr. Außerdem schied man in der Copa del Rey 2008/09 im Viertelfinale gegen den FC Sevilla aus, im UEFA-Pokal 2008/09 nach erfolgreicher Gruppenphase in der Runde der letzten 32 gegen Dynamo Kiew.
Die Primera División 2009/10 konnte er dann auf dem Champions-League-Qualifikationsrang 3 abschließen. Des Weiteren wurde in der Europa-League 2009/10 diesmal nach dem ersten Platz in der Gruppenphase und nach Siegen in der K.o.-Phase gegen den FC Brügge und Werder Bremen das Viertelfinale erreicht, welches man gegen den späteren Sieger Atletico Madrid verlor. In der Copa del Rey 2009/10 schied man gegen Deportivo La Coruña, diesmal im Achtelfinale aus.
Die Primera División 2010/11 beendete man auf dem Dritten Platz und konnte sich so im Vergleich zum Vorjahr noch einmal steigern. In der Copa del Rey 2010/11 war wie im Vorjahr im Achtelfinale, nach einem Spiel gegen den FC Villarreal Schluss und in der Champions League 2010/11 überstand man eine Gruppe mit unter anderem Manchester United, um im Achtelfinale gegen den FC Schalke 04 auszuscheiden.
Emery war bei den Fans jedoch umstritten, nicht zuletzt durch Unstimmigkeiten mit Vereinslegende Vicente Rodríguez, den er vor der Saison 2010/11 als Kapitän nominierte, jedoch nur noch sporadisch einsetzte und später suspendierte. Emerys auslaufender Vertrag wurde nach der Saison 2010/11 um ein Jahr verlängert. Anschließend wurde ihm jedoch kein neuer Vertrag angeboten und Mauricio Pellegrino als neuer Cheftrainer verpflichtet.
In seinem letzten Jahr erreichte er in der Primera División 2011/12 noch einmal den Dritten und somit einen Champions-League-Qualifikationsrang. In der Copa del Rey 2011/12 war es dieses Mal das Halbfinale, in dem Valencia unter Emery gegen den späteren Sieger FC Barcelona ausschied. In der Champions League 2011/12 kam man über einen dritten Platz in der Gruppe hinter dem späteren Sieger FC Chelsea und Bayer 04 Leverkusen in die Europa-League. In der Europa-League 2011/12, setzte man sich erst gegen Stoke City, PSV Eindhoven und AZ Alkmaar durch, schied dann jedoch im Halbfinale wieder gegen den späteren Sieger Atletico Madrid aus.

### Spartak Moskau
Emery wurde zur Saison 2012/13 neuer Trainer des russischen Erstligisten Spartak Moskau. Er unterzeichnete einen bis zum Sommer 2014 laufenden Vertrag, wurde jedoch bereits Ende November 2012 wegen Erfolglosigkeit wieder entlassen. Die Mannschaft stand zu dem Zeitpunkt auf dem 7. Tabellenplatz und hatte in der Champions League aus fünf Gruppenspielen erst einen Sieg mitgenommen.

### FC Sevilla
Im Januar 2013 wurde Emery Nachfolger von Míchel beim FC Sevilla.
Zu diesem Zeitpunkt stand Sevilla mit 22 Punkten aus 19 Spielen der Hinrunde auf Platz 12. Emery holte 28 Punkte aus der Rückrunde und beendete die Saison als Neunter. In der Copa del Rey 2012/13 führte Emery sein Team noch ins Halbfinale, welches er gegen den späteren Sieger Atletico Madrid verlor. Da der Sechstplatzierte FC Malaga von allen europäischen Wettbewerben ausgeschlossen wurde und der Achtplatzierte Rayo Vallecano keine Lizenz erhielt, durfte Sevilla in der nächsten Saison in der Europa-League starten.
Die nächste Saison beendete Emery dann auf Platz 5, während er in der Copa del Rey 2013/14 im Achtelfinale an Racing Santander scheiterte. In der Europa-League 2013/14 gewann man, nach erfolgreicher Gruppenphase, gegen NK Maribor, schmiss den Stadtrivalen Betis Sevilla aus dem Wettbewerb und zog über das Viertelfinale, gegen den FC Porto, in das Halbfinale gegen Emerys Ex-Club FC Valencia ein. Gegen Valencia kam man dank der Auswärtstorregel weiter und traf im Finale auf Benfica Lissabon. Das Finale gewann man im Elfmeterschießen und so gewann Emery seinen ersten Titel.
Die Primera Division 2014/15 beendete man erneut auf dem 5. Platz. In der Copa del Rey 2014/15 scheiterte man im Viertelfinale an Espanyol Barcelona. Die Europa-League 2014/15 konnte man verteidigen. Das Finale gewann man gegen FK Dnipro. So konnte man sich im nächsten Jahr für die Champions League qualifizieren.
In Emerys letzter Saison als Sevilla-Trainer holte er den 7. Platz in der Primera Division 2015/16 und zog ins Finale der Copa del Rey 2015/16 ein, welches man gegen den FC Barcelona nach Verlängerung verlor. In der Champions League 2015/16 wurde man Gruppendritter, hinter Juventus Turin und Manchester City, jedoch vor Borussia Mönchengladbach. Als Gruppendritter zog Emery dann in die K.o.-Phase der Europa-League 2015/16 ein und schaffte es im Finale gegen den FC Liverpool mit 3:1 zu gewinnen. Emery gewann damit zum dritten Mal in Folge diesen Wettbewerb. Ein solcher Dreifachtriumph im Europapokal war zuletzt 38 Jahre zuvor Bob Paisley mit dem FC Liverpool gelungen.

### Paris Saint-Germain
Zur Saison 2016/17 übernahm Emery das Ligue-1-Team von Paris Saint-Germain von Laurent Blanc. Er erhielt einen Zweijahresvertrag bis zum 30. Juni 2018.
Mit PSG wurde er in seiner ersten Saison Vizemeister hinter der AS Monaco und gewann neben dem französischen Supercup auch den Coupe de la Ligue 2016/17 im Finale gegen die AS Monaco und die Coupe de France 2016/17, nachdem man die AS Monaco im Halbfinale ausschaltete, im Finale gegen die SCO Angers. In der Champions League war im Achtelfinale gegen den FC Barcelona Schluss.
In seiner zweiten und letzten Saison gewann er den nationalen Supercup gegen Monaco, den Coupe de la Ligue 2017/18 ebenfalls im Finale gegen die AS Monaco und die Coupe de France 2017/18 gewann man im Finale gegen VF Les Herbies. In diesem Jahr gewann Emery nun auch die französische Fußball-Meisterschaft 2017/18 und somit alle vier nationalen Titel. In der Champions League 2017/18 war unter ihm zum zweiten Mal in Folge im Achtelfinale Schluss. Dieses Mal schied PSG unter Emery gegen den späteren Sieger Real Madrid aus.
Nach zwei Jahren trennten sich Paris Saint-Germain und Unai Emery mit sieben gewonnenen nationalen Titeln und weil er die Champions League nicht gewinnen konnte. Sein Nachfolger bei Paris Saint-Germain wurde der deutsche Trainer Thomas Tuchel.

### FC Arsenal
Zur Saison 2018/19 trat Emery die Nachfolge von Langzeittrainer Arsène Wenger beim FC Arsenal an. Seine Debütsaison in der Premier-League beendete er auf Platz 5, mit einem Punkt hinter dem Vierten und somit Champions-League-Teilnehmer des nächsten Jahres. Durch das Erreichen das 5. Platzes qualifizierte sich Emery mit den Gunners für die Europa League in der nächsten Saison. Im FA-Cup scheiterte man in der fünften Hauptrunde an Manchester United und im EFL-Cup verlor man das Viertelfinale gegen Tottenham Hotspur. In der Europa League zog er mit den Gunners nach Siegen über BATE Baryssau, Stade Rennais, SSC Neapel und seinen Ex-Verein den FC Valencia in sein mittlerweile viertes Finale ein. Bei einem Sieg im Endspiel in Baku würde Emery zum ersten Trainer mit vier Europa-League- bzw. UEFA-Pokal-Titeln werden. Das Spiel gegen den Stadtrivalen FC Chelsea ging jedoch nach einem 0:0-Zwischenstand nach der ersten Halbzeit schlussendlich mit 1:4 deutlich verloren, womit der Rekordsieg verpasst wurde.
Nach 13 Spielen stand man in der Premier-League 2019/20 mit 18 Punkten und 8 Punkte Rückstand auf die Champions-League-Ränge bzw. punktgleich zu den Europa-League-Rängen sechs und sieben als Achtplatzierter da. In der Europa-League 2019/20 war man Gruppenerster, im EFL-Cup 2019/20, im Achtelfinale, gegen den FC Liverpool ausgeschieden und im FA-Cup 2019/20 noch vertreten. Dennoch führte eine 1:2-Heimniederlage im Spiel in der Europa-League 2019/20 gegen Eintracht Frankfurt am 29. November 2019 zu Emerys Entlassung.

### FC Villarreal
Zur Saison 2020/21 kehrte Emery in die spanische Liga zurück. Er unterschrieb einen Vertrag bis zum 30. Juni 2023 beim FC Villarreal und löste somit Javier Calleja ab, der Villarreal in der Saison zuvor auf die Europa-League-Plätze geführt hatte. In seiner ersten Spielzeit führte er Villarreal auf den siebten Platz. In der Europa League gelang unterdessen nach Siegen über FC Salzburg, Dynamo Kiew, Dinamo Zagreb und seinen Ex-Verein den FC Arsenal der Einzug ins Finale in Danzig. Für Emery bedeutete dies die mittlerweile fünfte Europa-League-Finalteilnahme seiner Trainerkarriere. In Danzig traf man auf Manchester United unter Ole Gunnar Solskjær. Die Partie endete nach 120 Minuten 1:1 und ging ins Elfmeterschießen. Dieses konnte mit 11:10 gewonnen werden. Der Erfolg in Danzig bedeutete Villarreals ersten Trophäengewinn der Vereinsgeschichte, während Emery zum ersten Trainer mit vier Europa-League-Titeln wurde.
In seiner zweiten Spielzeit führte Emery seine Schützlinge erneut auf den siebten Platz. In der Champions League schaffte man den Einzug in die Finalrunde. Ein zwischenzeitliches Angebot von Newcastle United ihr neuer Übungsleiter zu werden, lehnte Emery Anfang November unterdessen ab, was er später damit begründete, dass er mit Villarreal in der Champions League spielte, weshalb ein Wechsel zu Newcastle nicht geboten war. Im Achtelfinale der Königsklasse traf man auf Juventus Turin unter Andrea Pirlo. Trotz Außenseiterrolle konnte die Alte Dame nach Hin- und Rückspiel mit 4:1 bezwungen werden. Im anschließenden Viertelfinale stieß Emery mit seiner Mannschaft dann auf den von Julian Nagelsmann trainierten FC Bayern München. Wie gegen Juve ging man erneut als Außenseiter in die Paarung, aber auch dieses Mal behielt das Emery-Team wieder die Oberhand und mit einem 2:1-Gesamtsieg zog es ins Halbfinale ein. Für Villarreal bedeutete dies die erste Halbfinalteilnahme seit 2006. In diesem stand man dem FC Liverpool und Jürgen Klopp gegenüber. Das Hinspiel in Anfield ging zunächst mit 0:2 verloren. Im Rückspiel gelang in der ersten Halbzeit zunächst eine Aufholjagd zu einem 2:2-Zwischenstand. In der zweiten Halbzeit fing man sich jedoch drei Gegentore ein und verpasste mit einer 2:5-Gesamtniederlage den Einzug ins Endspiel.
Die Spielzeit 2022/23 war Emerys letzte als FC Villarreal-Trainer, wobei er bereits kurz nach Saisonbeginn seine Zelte dort abbrach. So nahm er Ende Oktober ein Angebot von Aston Villa, die Nachfolge von Steven Gerrard anzutreten, an und verließ Villarreal nach etwas mehr als zwei Jahren wieder. Als Gewinner von Villarreals erster Trophäe und Champions-League-Halbfinalist verließ Emery den Verein als erfolgreichster Trainer der Vereinsgeschichte. Seine Nachfolge trat Quique Setien an.

### Aston Villa
Zum 1. November 2022 trat Emery die Nachfolge des zuvor entlassenen Steven Gerrard bei Aston Villa an, die Übernahmegebühr an den FC Villarreal betrug 6 Millionen Euro. Das Premier-League-Team aus Birmingham belegte zu dem Zeitpunkt den 16. Rang, nur einen Punkt Vorsprung auf die Abstiegszone. Emery gelang es, die Mannschaft zu stabilisieren und eine optimale Rückrunde zu absolvieren, sodass der Verein zum Ende der Saison 2022/23 auf dem siebten Platz stand. Dieser berechtigte zur Teilnahme an der UEFA Europa Conference League.
Im April 2024 verlängerte er seinen Vertrag vorzeitig bis 2027. In der Saison der Premier League 2023/24 wurde Aston Villa Vierter und qualifizierte sich damit erstmals seit 1982/83 für die Champions League. In der UEFA Europa Conference League 2023/24 schied der Verein im Halbfinale gegen Olympiakos Piräus aus.
Die Premier-League-Saison 2024/25 wurde auf dem sechsten Rang beendet, wodurch man sich für die UEFA Europa League und damit zum dritten Mal in Folge für den europäischen Wettbewerb qualifizierte, jedoch wurde die erneute Berechtigung für die Champions League nur aufgrund der schwächeren Tordifferenz im Vergleich zum Fünften Newcastle United verpasst.

## Erfolge als Trainer

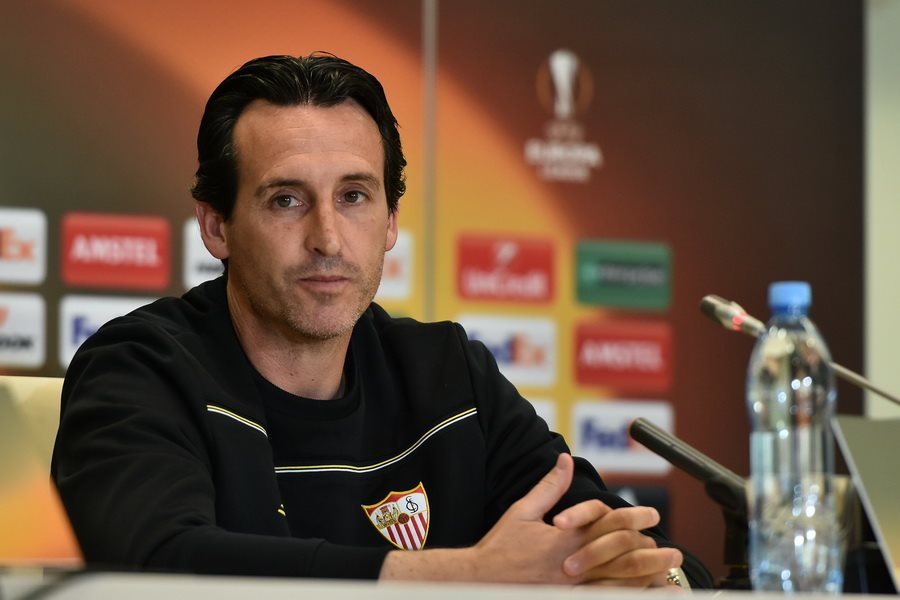
Unai Emery als Trainer des FC Sevilla (2016)

Als Spieler gewann Emery keinen Titel. Als Trainer kann er diese Erfolge vorweisen:

### Vereine
International
- Europa-League-Sieger (4): 2014, 2015, 2016 (alle FC Sevilla), 2021 (FC Villarreal)

Spanien
- Aufstieg in die Primera División: 2007 (UD Almería)
- Aufstieg in die Segunda División: 2005 (Lorca Deportiva)

Frankreich
(alle Paris Saint-Germain)
- Meister: 2018
- Pokalsieger: 2017, 2018
- Supercupsieger: 2016, 2017
- Ligapokalsieger: 2017, 2018

### Persönliche Auszeichnungen
- Miguel-Muñoz-Trophäe: 2006, 2007
- Premier League Manager of the Month: April 2023, Dezember 2023

### Sonstiges
- Emery ist der einzige Trainer, dem es gelang, dreimal in Folge die UEFA Europa League bzw. den UEFA-Pokal, zu gewinnen.
- Mit vier Siegen ist Emery der erfolgreichste Trainer in der Geschichte der UEFA Europa League bzw. des UEFA-Pokals. Drei Titel gewann er mit dem FC Sevilla (2014, 2015, 2016) und einen mit dem FC Villarreal (2021).
- Emery ist neben José Mourinho einer von zwei Trainern, der mit drei verschiedenen Vereinen (FC Sevilla, FC Arsenal, FC Villarreal) das Finale der UEFA Europa League bzw. des UEFA-Pokals erreichte.